# روفوس تايلور
روفوس تايلور (بالإنجليزية: Rufus Taylor)‏ هو ضابط أمريكي، ولد في 6 يناير 1910 في سانت لويس في الولايات المتحدة، وتوفي في 14 سبتمبر 1978 في ويسبرينغ بينس في الولايات المتحدة.